# MLB Japan All-Star Series 2018
Die MLB Japan All-Star Series 2018 ist die zwölfte Ausgabe der MLB Japan All-Star Series und die zweite, in der die All-Star-Auswahl der MLB gegen die japanische Baseballnationalmannschaft antritt. Die Serie stellt zugleich eine Vorbereitungsmaßnahme der japanischen Nationalmannschaft auf die Olympischen Sommerspiele 2020 in Tokio dar.

## Austragungsorte
Die MLB Japan All-Star Series 2018 wird in vier Stadien ausgetragen:
| Fukuoka Dome      | Tokyo Dome        | Mazda Zoom-Zoom Stadium | Nagoya Dome       |
| ----------------- | ----------------- | ----------------------- | ----------------- |
| Fukuoka, Japan    | Tokio, Japan      | Hiroshima, Japan        | Nagoya, Japan     |
| Kapazität: 38.500 | Kapazität: 42.000 | Kapazität: 32.000       | Kapazität: 40.500 |
|                   |                   |                         |                   |

## Spielplan und Ergebnisse

### Freundschaftsspiele zur Eröffnung
| Spiel | Datum / Uhrzeit (JST) | Heimteam      | Erg. | Gastteam          | Dauer | Stadion      | Zuschauer | Ref.  |
| ----- | --------------------- | ------------- | ---- | ----------------- | ----- | ------------ | --------- | ----- |
| 1     | 7. November 2018      | Samurai Japan | 5-6  | Chinesisch Taipeh |       | Fukuoka Dome |           |       |
| 2     | 8. November 2018      | MLB All-Stars | 9-6  | Yomiuri Giants    | 2:53  | Tokyo Dome   | 25.792    | [ 1 ] |

### All-Star Series 2018
| Spiel | Datum / Uhrzeit (JST) | Heimteam      | Erg. | Gastteam      | Dauer | Stadion                 | Zuschauer | Ref.  |
| ----- | --------------------- | ------------- | ---- | ------------- | ----- | ----------------------- | --------- | ----- |
| 1     | 9. November 2018      | Samurai Japan | 7-6  | MLB All-Stars | 3:29  | Tokyo Dome              | 44.934    | [ 2 ] |
| 2     | 10. November 2018     | MLB All-Stars | 6-12 | Samurai Japan | 3:19  | Tokyo Dome              | 45.450    | [ 3 ] |
| 3     | 11. November 2018     | Samurai Japan | 3-7  | MLB All-Stars | 2:59  | Tokyo Dome              | 45.147    | [ 4 ] |
| 4     | 13. November 2018     | MLB All-Stars | 3-5  | Samurai Japan | 3:27  | Mazda Zoom-Zoom Stadium | 30.751    | [ 5 ] |
| 5     | 14. November 2018     | Samurai Japan | 6-5  | MLB All-Stars | 3:13  | Nagoya Dome             | 28.319    | [ 6 ] |
| 6     | 15. November 2018     | Samurai Japan | 4-1  | MLB All-Stars | 3:07  | Nagoya Dome             | 25.890    | [ 7 ] |

## Live-Übertragung
Die sechs Spiele der Hauptserie vom 9. bis 15. November zwischen den MLB All-Stars und der japanischen Nationalmannschaft werden auf MLB Network ausgestrahlt. In Japan übertragen die Sender TV Asahi, Nippon Television, Fuji Television und Tokyo Broadcasting System die Spiele.